# Theodor Roemer

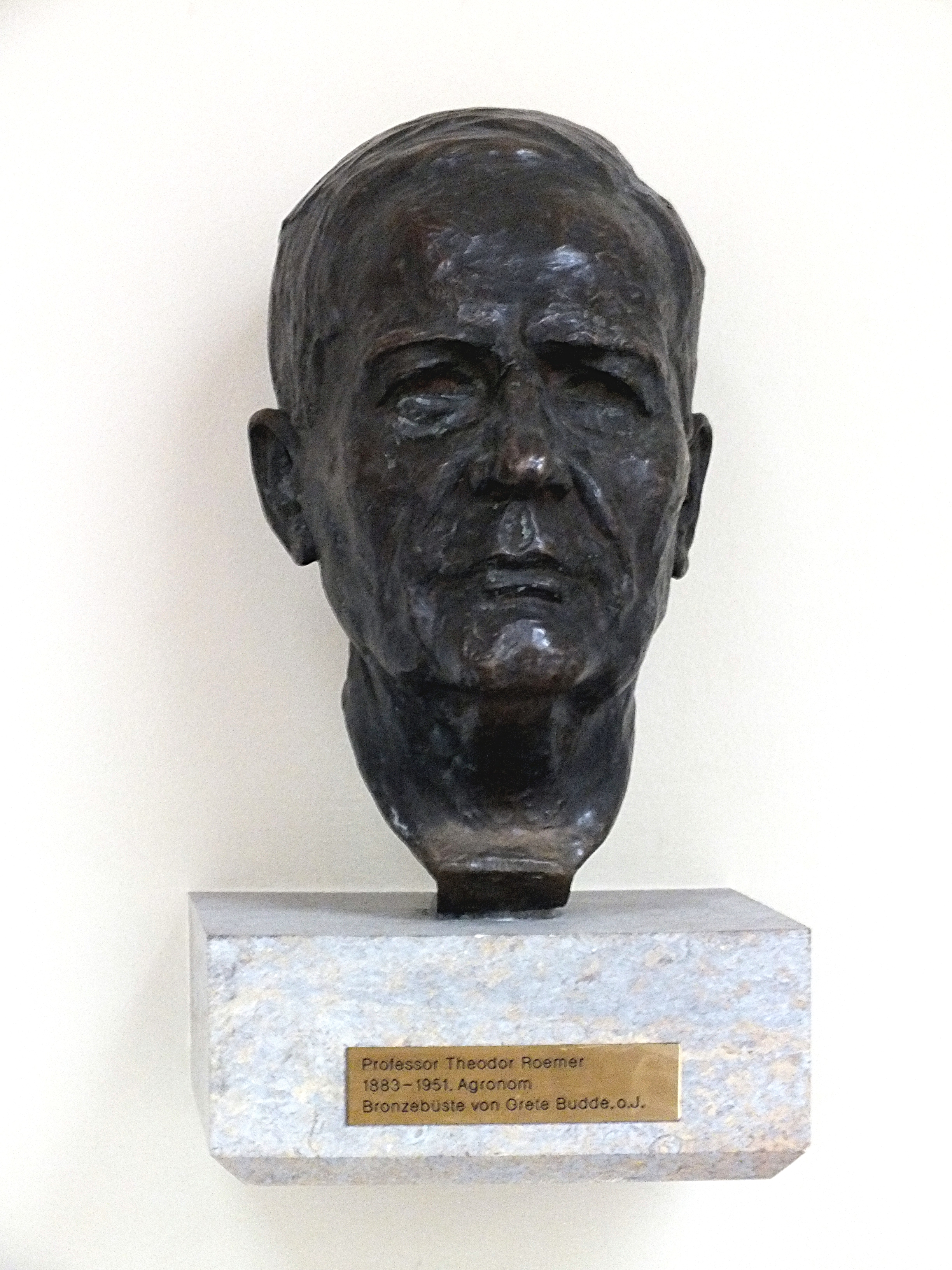
Theodor Roemer

Theodor Roemer (ur. 20 listopada 1883 w Pfrondorf obecnie dzielnica Tybingi  – zm. 3 września 1951 w Halle (Saale)) – niemiecki agronom i hodowca roślin. Stworzył nowe odmiany roślin uprawnych. Napisał liczne prace naukowe i podręczniki. Był profesorem uniwersytetu w Halle oraz dyrektorem instytutu rolniczego w Halle.
Jako młody pracownik naukowy Roemer pracował w Instytucie im. cesarza Wilhelma w Brombergu (dzisiejszym Instytucie Rolniczym w Bydgoszczy).